# نيكولاس نيكلبي
نيكولاس نيكلبي، أو حياة ومغامرات نيكولاس نيكلبي، هي رواية للأديب الإنجليزي تشارلز ديكنز. نشرت أصلاُ كسلسلة في الفترة 1838-1839، وقد كانت رواية ديكنز الثالثة.
تركز الرواية على حياة ومغامرات نيكولاس نيكلبي، وهو شاب كان عليه أن يدعم والدته وشقيقته بعد وفاة والده.

## خلفية عن الرواية
نيكولاس نيكلبي هي ثالث رواية نشرت لتشارلز ديكنز. فقد عاد إلى الناشرون المفضلون له وللتنسيق الذي اعتبر ناجحاً جداً في رواية مذكرات بيكويك. ظهرت القصة أولاً في أجزاء شهرية، بعد ذلك صدرت في مجلد واحد. يعتبر الأسلوب عرضياً وينطوي على روح الدعابة. بدأ ديكنز بكتابة هذه الرواية في نفس الوقت الذي كان يكتب فيه رواية أوليفر تويست، لكن تصويره لمدرسة يروكشاير التي كان يديرها واكفورد سكوير في رواية أوليفر تويست كانت أكثر تأثيراً مما جاء في نيكولاس نيكلبي.
تمثّل رواية نيكلبي تطوراً جديداً إذ أنها رواية ديكنز الرومانسية الأولى. عندما نُشرت ككتاب حققت نجاحاً فورياً وكاملاً لديكنز وأسست لسمعته الدائمة.
أصبحت قسوة مدير مدرسة يوركشاير المدعو وليام شو الأساس الذي بنى عليه شخصية واكفورد سكويرز الوحشية. زار ديكنز المدرسة ووثّق لهذه الزيارة في رواية نيكلبي.

## الأفكار الرئيسية
مثل معظم أعمال ديكنز الأولى، كانت الرواية تدور في أجواء معاصرة. تجري معظم أحداثها في لندن، مع عدة فصول تدور وقائعها في بورتسموث، مسقط رأس ديكنز، إلى جانب مرور السرد بأحداث تقع في يوركشاير وديفون.
يحمل العمل بمجمله نبرة هجاء اجتماعي تهكمية، إذ يسلط ديكنز الضوء على ما يعتبره أشكالًا للظلم الاجتماعي. وتقدم الرواية العديد من الشخصيات التي حُفرت في الذاكرة، من بينها عم نيكولاس الحاقد رالف، والشرير البغيض واكفورد سكويرز، الذي يدير مدرسة بنين داخلية يسودها الاضطهاد يعمل فيها نيكولاس مدرسًا بشكل مؤقت.

## الحبكة
يموت والد نيكولاس نيكلبي على حين غرة بعد أن يخسر كل أمواله في مشروع استثماري فاشل، فيضطر نيكولاس ووالدته وشقيقته الصغيرة كيت إلى التخلي عن أسلوب حياتهم المريح في ديفونشير والسفر إلى لندن طلبًا للعون من قريبهم الوحيد رالف نيكلبي، عم نيكولاس. لا يُظهر رالف، رجل الأعمال القاسي متبلد العواطف، أي رغبة في مساعدة أقاربه المعدمين ويكنّ بغضًا لنيكولاس، الذي يذكره بأخيه الميت ما إن يراه. يؤمن لنيكولاس عملًا شحيح المردود بصفة مساعد لواكفورد سكويرز، الذي يدير مدرسة دوثبويز هول في يوركشاير. يُبدي نيكولاس منذ البداية حذرًا تجاه سكويرز (وهو رجل مقيت للغاية بعين واحدة) لأنه يعامل رعاياه الصغار بفظاظة وعنف، غير أنه يحاول إخماد شكوكه. عندما يستقل نيكولاس مركبة السفر نحو قرية غريتا بريدج، يستلم رسالة من الكاتب الموظف لدى رالف، نيومان نوغز. بعد مسيرة ثراء بائدة في ريادة الأعمال، فقد نوغز ثروته وتحول إلى مدمن مخمور ولم يعد لديه أي مورد عدا التشبث بوظيفته لدى رالف الذي يثير اشمئزازه. تعبر الرسالة عن مخاوف عليه كونه شاب بريء، وتعرض المساعدة في حال احتاجها نيكولاس ذات يوم. وبوصوله إلى يوركشاير، يتوصل نيكولاس إلى إدراك أن سكويرز يقوم بعمل لاأخلاقي؛ إذ يستقبل في مدرسته أطفالًا غير مرغوب بهم (معظمهم غير شرعيين أو يعانون إعاقات أو تشوهات) مقابل رسوم مرتفعة، ثم يجوعهم ويسيء معاملتهم بينما يدس في جيبه المال الذي يرسله الأهالي الذين لا يريدون إلا إزاحة الأطفال عن طريقهم. يعمد سكويرز وزوجته المتوحشة إلى جَلد الأطفال وضربهم بانتظام، في حين يفسدان ابنهما بالدلال. ولا تكون الحصص الدراسية أفضل حالًا؛ إذ تُظهر مدى ضحالة ثقافة سكويرز نفسه وتذرّعه بالدروس من أجل إرسال الصبيان لتأدية المهام الروتينية. خلال وجوده هناك، يعقد نيكولاس صداقة مع صبي «بسيط» يُدعى سمايك، أكبر سنًا من بقية «الطلاب» ويقوم الآن مقام خادم بلا أجر. يجذب نيكولاس اهتمام فاني سكويرز، ابنة رب عمله البسيطة رديئة الطباع، فتوهم نفسها أن نيكولاس واقع في حبها. تحاول الإفشاء عن عواطفها خلال لعبة ورق، لكن نيكولاس لا يفهم قصدها. وينتهي به المطاف بدلًا من ذلك بالتودد إلى صديقتها تيلدا برايس، أمام تخوف فاني وجون براودي، خطيب تيلدا الودود وعديم التهذيب في آن معًا. بعد أن تبادره فاني بالكلام من جديد، يخبرها نيكولاس ببلادة أنه لا يبادلها المشاعر ويتمنى لو يتحرر من أجواء دوثبويز هول الفظيعة، فيجني عداوتها.
تستخدم فاني كرهها الوليد لنيكولاس كي تزيد صعوبة حياة الصديق الوحيد لديه في المدرسة؛ سمايك، الذي يشرع سكويرز بضربه بتواتر أكبر. يهرب سمايك في أحد الأيام، لكن يُقبض عليه ويعاد إلى دوثبويز. يبدأ سكويرز بضربه، غير أن نيكولاس يتدخل. يلطمه سكويرز على وجهه فيخرج نيكولاس عن صوابه، ويشبع مدير المدرسة ضربًا عنيفًا. خلال الشجار، تدخل فاني وتهاجم نيكولاس، نتيجة كرهها له لرفضه حبها. يتجاهلها نيكولاس ويستمر بضرب سكويرز حتى تسيل دماؤه. ولدى توضيبه لحاجياته من أجل مغادرة دوثبويز هول على وجه السرعة، يلتقي بجون براودي في طريقه. يجد براودي فكرة تعرض سكويرز نفسه للضرب المبرح مدعاةً للضحك الصاخب، ويعطي نيكولاس مالًا وعكازًا ليساعده في رحلة عودته إلى لندن. عند الفجر، يعثر سمايك عليه، ويتوسل إليه أن يدعه يرافقه، فينطلق نيكولاس وسمايك معًا باتجاه لندن. ومن بين أشياء أخرى، يريد نيكولاس أن يعرف ما الذي سيقوله سكويرز لعمه.
في تلك الأثناء، يرغم رالف كيت وأمها على مغادرة مسكنهما في منزل الرسامة الودودة، الآنسة لاكريفي، والانتقال إلى منزل بارد تعصف به الرياح يملكه رالف في أحد أحياء لندن الفقيرة. يجد رالف وظيفة لكيت لدى صانعة القبعات الأنيقة، مدام مانتاليني. يكون زوجها، السيد مانتاليني، رجلًا عاطلًا عن العمل يعتمد على زوجته (الأكبر سنًا بفارق ملحوظ) في إعالة متطلباته المتطرفة، ويسيء إلى كيت بنظراته الخبيثة. تبدي كيت انعدام خبرة في عملها مباشرة، الأمر الذي يلقى سرور مسؤولة قاعة العرض، الآنسة كناغ، وهي امرأة تافهة حمقاء تستغل كيت لتُظهر نفسها في صورة أفضل. لكنها تقع في الحفرة التي حفرتها حين يؤثر أحد الزبائن أن يتلقى الخدمات من كيت الشابة والجميلة بدلًا من الآنسة كناغ المتقدمة في السن. يُلقى اللوم في ذلك على كيت، فتتعرض نتيجة ذلك للنبذ من قبل بقية صنّاع القبعات وتظل بلا أصدقاء.
يلجأ نيكولاس إلى طلب المساعدة من نيومان نوغز، الذي يريه رسالة كتبتها فاني سكويرز إلى رالف. بالغت الرسالة بخبث في وصف وقائع الضرب بقصد تشويه سمعة نيكولاس. يشتبهان بأن رالف يعرف الحقيقة سرًا، لكنه يتشبث برواية فاني من أجل زيادة اضطهاده لنيكولاس. يخبر نوغز نيكولاس، الذي يعقد عزمه على مواجهة عمه، أن رالف خارج البلدة وينصحه بالعثور على عمل. يذهب نيكولاس إلى مكتب توظيف، حيث يلتقي بفتاة شديدة الجمال. يخفق بحثه عن عمل، ويوشك على الاستسلام حين يعرض نوغز عليه عملًا متواضعًا في تدريس الفرنسية لأبناء جيرانه، عائلة كينويغ، فيتسلم نيكولاس وظيفته لاسم مستعار هو «جونسون» ويعلم الأطفال الفرنسية.
يطلب رالف من كيت أن تشارك في عشاء يقيمه لبعض معارفه من العمل، وحين تصل تكتشف أنها المرأة الوحيدة بين الحضور، ويتضح أن رالف يستخدمها طُعمًا لإغواء النبيل الأحمق اللورد فريدريك فيريسوفت كي يرتبط بعمل معه. يكون من بين بقية الضيوف مرشد فيريسوفت وصديقه، النبيل سيئ السمعة السير مولبيري هاوك، الذي يهين كيت على العشاء بجعلها هدفًا لرهان مسيء. تفر من الطاولة، غير أن هاوك يبادرها بالكلام لاحقًا. يحاول فرض نفسه عليها لكن رالف يوقفه. يُظهر رالف شيئًا من الرقة غير المتوقعة تجاه كيت لكنه يلمح إلى أنه سيسحب معونته المالية إن هي أخبرت أمها بما حدث.
في اليوم التالي، يكتشف نيكولاس أن عمه قد عاد. يزور أمه وأخته فيجد رالف يقرأ عليهما رسالة فاني سكويرز ويشوه سمعته. يقدم على مواجهة عمه، الذي يقسم بقطع المعونة المالية عن آل نيكلبي ما دام نيكولاس يقيم بينهم. وإذ أسقط في يديه، يوافق نيكولاس على مغادرة لندن، لكنه يحذر رالف أن الحساب سيجمع بينهما ذات يوم.
في الصباح التالي، يسافر نيكولاس برفقة سمايك نحو بورتسموث بنية العمل مع البحارة. وفي نُزل يحلان فيه، يقابلان المدير المسرحي فينسنت كراملز، الذي يقدم وظيفة لنيكولاس (وهو ما يزال يستخدم اسم جونسون) على الفور. يشغل نيكولاس الدور الرئيسي اليافع الجديد، ويعمل أيضًا في كتابة المسرحيات، متوليًا مهمة تحويل الأعمال التراجيدية الفرنسية إلى الإنجليزية ثم تنقيحها بما يتناسب مع قدرات الفرقة المسرحية الدرامية التي في حدها الأدنى. ينضم نيكولاس وسمايك إلى جماعة الممثلين فتستقبلهم الفرقة بحرارة، ويكون من بين أعضائها زوجة كراملز الهائلة وابنتهما، «الطفلة الظاهرة»، والعديد من الممثلين غريبي الأطوار والميلودراميين الآخرين. يحظى نيكولاس وسمايك بظهورهما الأول في مسرحية روميو وجولييت، في دورَي روميو والعطار على التوالي، ويتلقيان حفاوة شديدة من الجماهير المحلية. يستمتع نيكولاس بالملاطفة المتبادلة مع جولييت، زميلته الآنسة المحبوبة سنيفيليسي.

## روابط خارجية
- نيكولاس نيكلبي على موقع الموسوعة البريطانية (الإنجليزية)